# Chamaelycus christyi
Espèce
Chamaelycus christyi est une espèce de serpents de la famille des Lamprophiidae. 

## Répartition
Cette espèce se rencontre en République démocratique du Congo et en République du Congo.

## Description
L'holotype de Chamaelycus christyi, un mâle, mesure 370 mm dont 45 mm pour la queue. Cette espèce a une coloration générale brun olivâtre foncé.

## Étymologie
Cette espèce est nommée en l'honneur du docteur Cuthbert Christy qui a collecté l'holotype.

## Publication originale
- Boulenger, 1919 : Batraciens et reptiles recueillis par le Dr. C. Christy dans les districts de Stanleyville, Haut-Uelé et Ituri en 1912-1914. Revue de zoologie et de botanique africaines, vol. 7, n. 1, p. 1-29 (texte intégral).